# Женщины в Формуле-1
Женщины в Формуле-1 — большая редкость. Гонки класса Формула-1 — это спорт, связанный с большим риском, высокими скоростями, существенными физическими нагрузками, который фактически считается мужским. В истории чемпионата мира было всего пять женщин, которые участвовали хотя бы в одном Гран-при. Лучшим достижением стало шестое место Леллы Ломбарди в Гран-при Испании 1975 года, единственный случай в истории, когда женщина-пилот смогла набрать очки (пол-очка) в зачёт мирового первенства.
Кроме этого, начиная с 2010-х годов женщины всё чаще появляются на руководящих должностях, например, Мониша Кальтенборн — глава Sauber, Клэр Уильямс — заместитель руководителя Williams, Оксана Косаченко — коммерческий директор Caterham F1 Team.

## Гонщицы
| Гонщик                   | Сезоны      | Команды                 | Гран-при (старты) | Очки |
| ------------------------ | ----------- | ----------------------- | ----------------- | ---- |
| Мария-Тереза де Филиппис | 1958 — 1959 | Maserati, Behra-Porsche | 5 (3)             | 0    |
| Лелла Ломбарди           | 1974 — 1976 | March, RAM, Williams    | 17 (12)           | 0,5  |
| Дивина Галица            | 1976, 1978  | Surtees, Hesketh        | 3 (0)             | —    |
| Дезире Уилсон            | 1980        | Williams                | 1 (0)             | —    |
| Джованна Амати           | 1992        | Brabham                 | 3 (0)             | —    |

С 1992 года женщины не участвуют в гонках «Формулы-1», хотя в последнее время женские имена стали появляться в списке тест-пилотов. В 2012 году Мария де Вильота стала тест-пилотом  Marussia F1 Team, но
попала в аварию на аэродроме в Даксфорде во время тестов. Её машина столкнулась с грузовиком в конце прямой, де Вильота получила тяжелые травмы, потеряла глаз и скончалась в октябре 2013 года вследствие неврологических травм.
В сезоне 2013 года тест-пилотом команды Williams стала Сьюзи Вольфф. В 2014 году на Гран-при Великобритании она приняла участие в пятничной тренировочной сессии, став первой после Джованны Амати участницей Гран-при.